# Onthophagus ranongensis
Onthophagus ranongensis là một loài bọ cánh cứng trong họ Bọ hung (Scarabaeidae).